# Riia tänava raudteesild
Le pont ferroviaire de la rue de Riga  (en estonien : Riia tänava raudteesild) est un pont ferroviaire à  Tartu en Estonie.

## Présentation
Le pont ferroviaire enjambe la rue Riia tänav entre la rue Vaksali tänav et la rue Raudtee tänav.
Le pont est situé à la frontière des quartiers de Vaksali et de Tammelinn. 
Le long de la voie ferrée, la gare de Tartu se trouve d'un côté, tandis que de l'autre côté se trouvent les embranchements ferroviaires : la gare d'Aardla est située en direction de Valga, la gare de Kirsi est située en direction de Petchory.
La reconstruction du carrefour entre Riia tänav et Vaksali tänav  tanav a commencé en 2020 et sest terminée en 2021. 
Pendant ces travaux, des tunnels de circulation douce ont été construits dans le remblai ferroviaire à côté du pont de la rue de Riga des deux côtés de la rue, et un pont de circulation douce a été construit à côté du pont ferroviaire de la rue de Riga. 

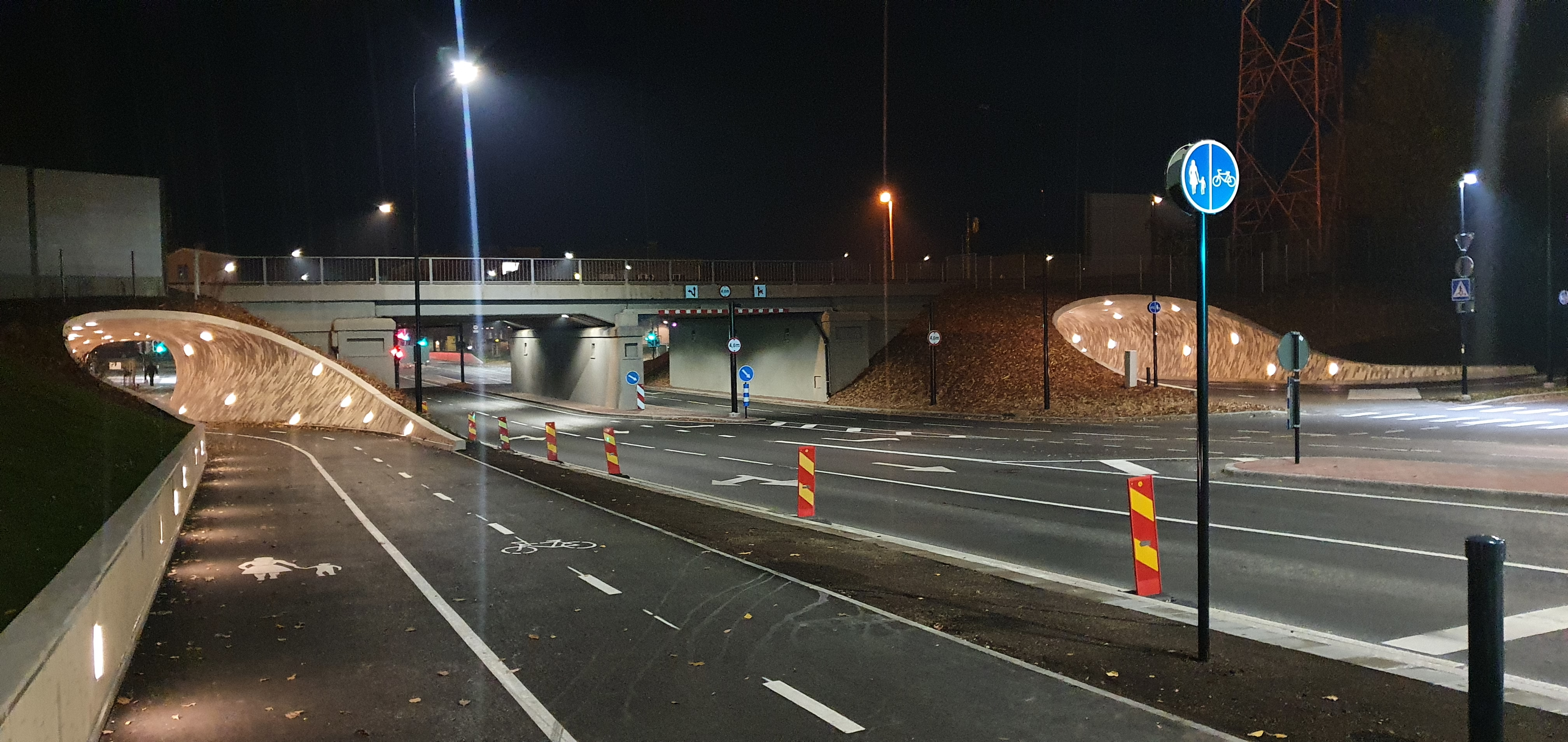
Pont et tunnels de la rue de Riga.